# スーダンの国章
スーダンの国章（スーダンのこくしょう）は、1969年に制定された国家章旗である。

## 概要
中央に描かれている鳥はヘビクイワシで、19世紀にムハンマド・アフマドがマフディーとしてスーダンを統治していた頃から使用されている。上には国の標語である An-nasr lana النصر لنا (「勝利は我らに」)が、下には国名がアラビア文字で記されている。
ヘビクイワシはスーダンの国章において特徴的であるが、アラブ諸国の紋章にしばしば見られる「サラディンの鷲」や「クライシュの鷹」などと同じく、アラブ民族主義と結びつくものと考えられている。
スーダンの以前の国章はサイと2本のヤシの木が描かれ、その下部に国名が記されているものだった。

モハメド・アン＝ヌメイリ政権時代以前の国章（1956年から1970年まで）
1970年から1985年までの国章